# Jaciment paleontològic
Un jaciment paleontològic o fossilífer és una zona en què els estrats geològics són especialment rics en fòssils i altres evidències del passat biològic. La disciplina que estudia la formació dels jaciments de fòssils és la part de la paleontologia anomenada tafonomia. Des del moment en què un jaciment fossilífer és tècnicament accessible als paleontòlegs esdevé un jaciment paleontològic. Els jaciments són les fonts principals de fòssils per als paleontòlegs, que hi poden organitzar excavacions per extreure'n fòssils.
Per a alguns jaciments amb una especial qualitat dels seus fòssils o amb un elevat nombre de restes se sol utilitzar el terme fossil-lagerstätte (de l'alemany Fossillagerstätte, «jaciment de fòssils»).
Alguns jaciments famosos per la seva riquesa són:
- Atapuerca, Espanya
- Cova de l'Aragó a Talteüll, França
- Jaciment de Bernissart, Bèlgica
- Esquists de Burgess, Canadà
- Esquists de Maotianshan, República Popular de la Xina
- Formació d'Anacleto, Argentina
- Formació Barun Goyot, Mongòlia
- Formació de Hell Creek, Estats Units
- Fumanya, Catalunya
- Jaciment de Messel, Alemanya
- Jurassic Coast, Regne Unit
- Laetoli, Tanzània
- Pous del Ranxo de la Brea, Estats Units
- Dinosaures de Coll de Nargó

## Galeria d'imatges

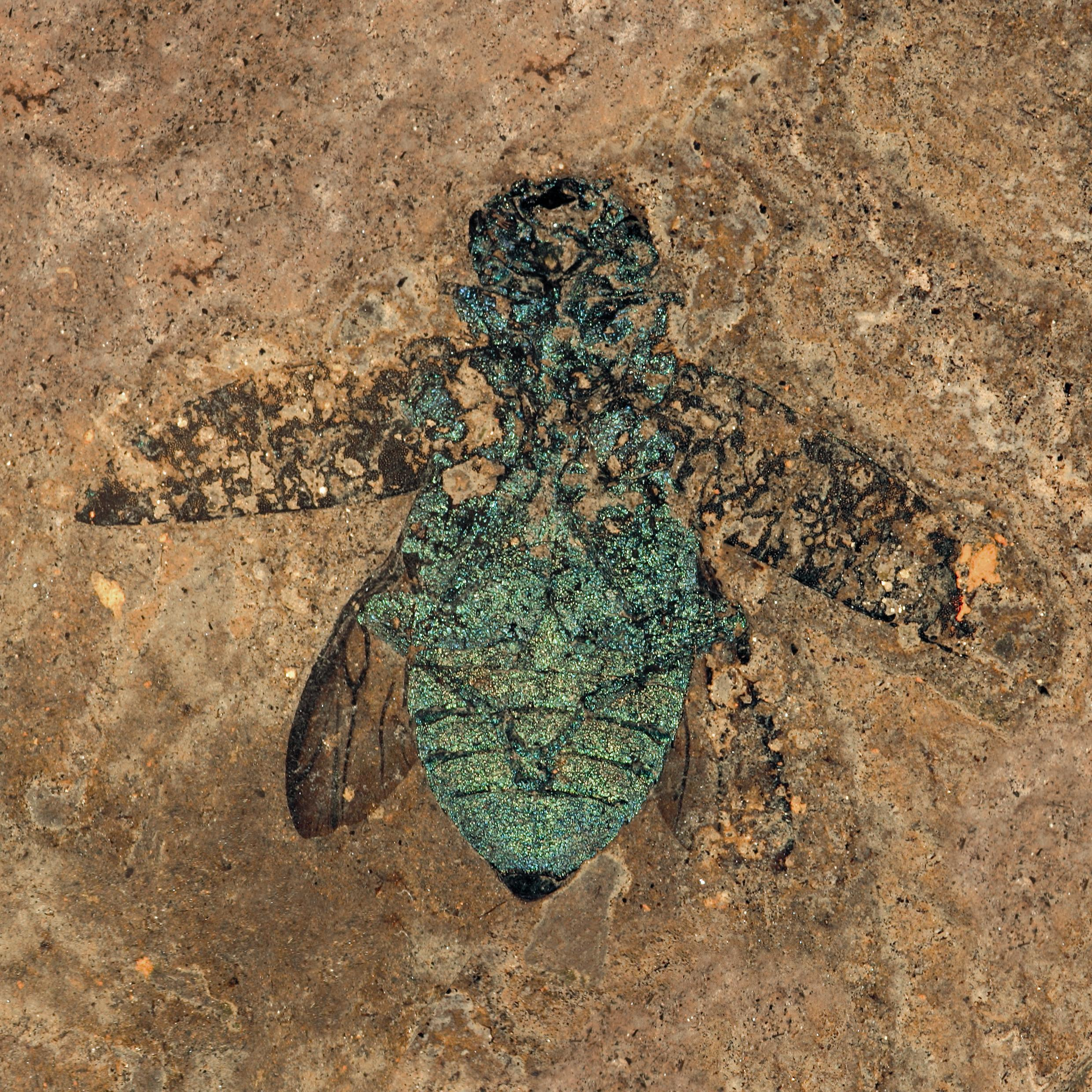
Jaciment de Messel
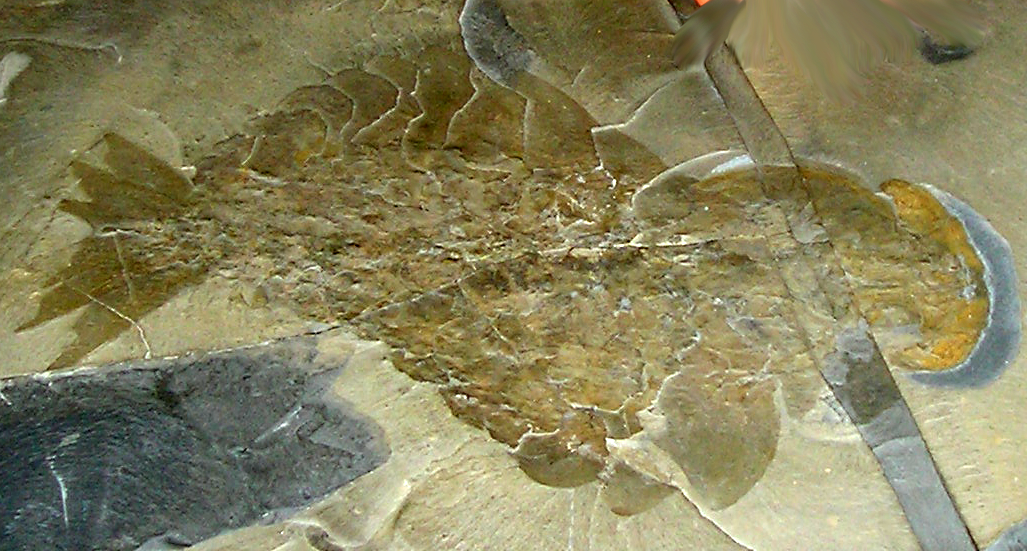
Esquists de Burgess
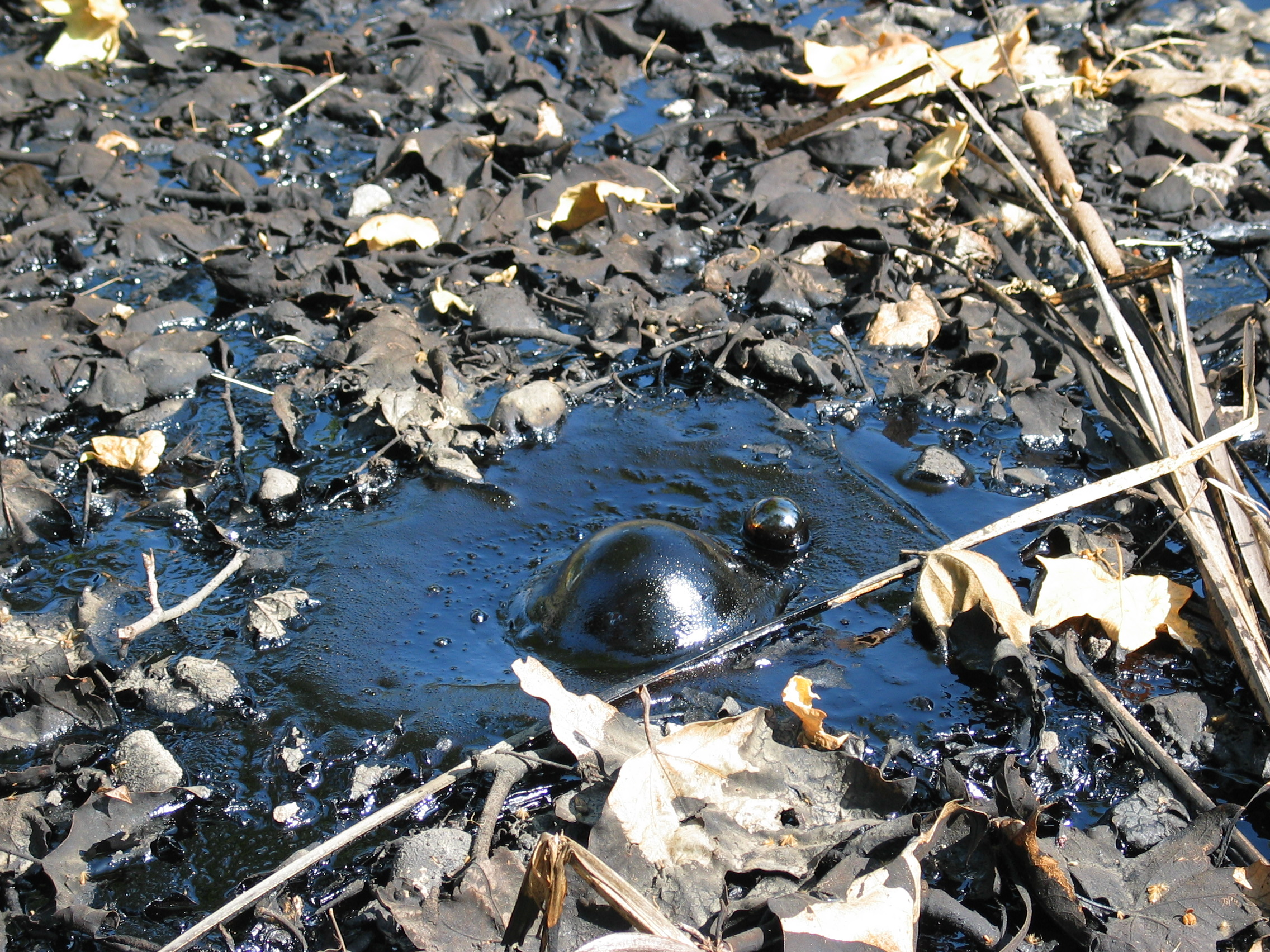
Pous del Ranxo de la Brea